# Научный миф
Научный миф — мифическое знание, черпающее свой материал из науки и имеющее характерную для науки рационализированную форму. Научные мифы широко распространены (например, половина американцев считает контакт с более развитыми и дружественными инопланетянами вероятным) и имеют двойную природу: с одной стороны они претендуют быть наукой, а с другой являются частью культуры как разновидность человеческого познания, языческой религией современности, преобразующей общество.
Так, методологический научный миф может стать результатом ложного обобщения, восприятия единичного события как представителя всего класса подобных событий. Когда такой миф покидает пределы профессионального научного сообщества, он становится фактуальным — ошибки научной методологии принимаются массовым сознанием за доказанный наукой факт, становятся достоянием паранауки. Помимо этого сама наука и её яркие представители также дают богатую почву для современного мифотворчества. Вместе с тем ряд современных философов развивают идею о том, что существует и обратная связь между наукой и мифологией, об этом, в частности, говорит трансценденталистская концепция мифа.

## Научная мифология и наука
Причиной возникновения научных мифов является стремление человеческого разума делать обобщающие выводы, не дожидаясь получения полной информации об изучаемом предмете. Их появление в науке связано с изучением новых областей знаний, о которых изначально мало достоверной информации. В такой ситуации выдвигаются гипотезы, основанные на эмпирическом опыте науки в других областях. В этом случае человек домысливает изучаемое явление на основании опыта в других областях (по аналогии). В истории науки известно много «гносеологических мифов» (вроде классического примера с марсианскими каналами), когда непонятные явления при дефиците достоверной информации объясняются причинами, основанными на прежнем опыте. Научное знание порождает гносеологические, натурфилософские мифы там, где оно кончается, то есть в области недоказанного, где возможны такие категории, как вера и неверие.
Мифы становятся результатом адаптации новых научных открытий массовым сознанием. Так кардинальные изменения картины мира вследствие бурного развития физики и астрономии в XX веке породили новую волну мифологии.
Однако «обмен информацией» между наукой и мифологией происходит в двухстороннем порядке. Так, философ А. Ф. Лосев писал в своей известной работе «Диалектика мифа», что вопреки распространённому убеждению о том, что «наука побеждает миф», она «всегда не только сопровождается мифологией, но и реально питается ею, почерпая из неё свои исходные интуиции». Станислав Лем в своей философской работе «Сумма технологии» также высказывает близкие взгляды, утверждая, что «любая, даже самая точная наука развивается не только благодаря новым теориям и фактам, но и благодаря домыслам и надеждам ученых. Развитие оправдывает лишь часть из них. Остальные оказываются иллюзией и потому подобны мифу». Натурфилософские мифы лежат в самом основании современного научного познания . Даже такой представитель позитивизма, как Поппер, считал, что внешние стимулы создания научных теорий лежат в области ненаучной метафизики и мифологии.
Как бы то ни было, в естествознании место для мифов есть только на первом этапе научного исследования в области догадок и интуиции. Затем выдвинутые положения проверяются с помощью научного метода и либо переходят в разряд подтверждённых научных теорий, либо опровергаются.

## Научная мифология и искусство
По мнению Т. А. Чернышёвой, изменённые в массовом сознании научные представления о мире являются основой одной из трех систем фантастических образов в содержательной фантастике.
Формирование научных мифов не ограничено чистой наукой: важную роль в научном мифотворчестве играет научная фантастика, научно-художественная и научно-популярная литература.
Научные теории, факты и события активно использует фантастика в своих произведениях, создавая на их основе мифологию эпохи НТР.
Сложно переоценить роль в развитии фантастики связанных с научной мифологией рассказов о Големе и Франкештейне. Идея робота впервые появилась в пьесе Карела Чапека «R.U.R.» и была воспринята в то время как чистая фантазия.
Научные мифы основаны на достижениях науки, но их появление и развитие идет успешнее и быстрее в научной фантастике (которую даже называют «экспериментальной лабораторией по созданию мифов»).
Однако научная фантастика отбирает для своего использования и превращает в массовые мифы не все научные гипотезы, а только имеющие антропоморфные черты (например, при освоении космоса в научно-фантастических произведениях обязательно должен присутствовать человек, хотя с точки зрения целесообразности оптимальней поручить данный вопрос роботам).

## Научная мифология как новая религия
Научная фантастика оказалась на месте, традиционно занятом религией, пытаясь дать ответы на самые главные вопросы: «откуда мы взялись и зачем?», «существует ли Бог?». Подобно Библии в прошлом, произведения массового искусства («Близкие контакты третьей степени», «Инопланетянин», «Чужой», «Звёздный путь», «Секретные материалы») проповедуют новую веру и религиозное знание. При этом научная мифология противопоставляет себя традиционным монотеистическим религиям, её цель — оторвать людей от их иудео-христианских корней.
Научная мифология предлагает своей аудитории нового человека, который возникнет в результате духовного и физического прогресса через дарвиновское «выживание сильнейших» — безбожную версию спасения. Такой подход давно критиковался в христианстве, где любой человек считается созданным по образу и подобию Божию и потому слабые, бедные и отверженные подлежат защите как «ближние». Как сказал К. С. Льюис,

возможность для человека сделать из себя то, что он хочет, неизбежно ведёт к возможности для некоторых делать то, что они хотят, с другими
Оригинальный текст (англ.)the power of Man to make himself what he pleases means…the power of some men to make other men what they please

## Научная мифология и массовое сознание
Научная мифология создаёт свою картину мира, решая тем самым мировоззренческие проблемы человечества.
Научное знание влияет на массовое сознание, тем вызывая тревогу у исследователей. Льюис Мэмфорд в своем труде «Миф машины» пишет о том, что социальные и научно-технические прогрессы связаны с изменениями в таких областях массового сознания, какие обычно относятся к области мифологии и религии. Популярность научных знаний привела к тому, что в рамках рекламных (и антирекламных) кампаний в СМИ искусственно создаются новые научные мифы для продвижения тех или иных товаров

## Мифологизация образа учёного

Исаак Ньютон и яблоко

Важный пласт связанной с наукой мифологии — исторические анекдоты, рассказывающие об известных учёных и их открытиях. Нередко они служат канонизации и сакрализации образов творцов науки в массовом сознании. Так, французские физики Свен Ортоли и Никола Витковски считают важной частью подобной мифологии воспоминания известных учёных о постигших их в самых разных неподходящих для этого местах озарениях, считая подобные рассказы «искусной реконструкцией».

### Архимед
Образ Архимеда во многом сформирован историческими анекдотами о нём, рисующими канонический образ учёного, стоящего выше добра и зла, а тем более текущей политики, которого способно уничтожить только предательство. Первый — это приписываемая ему философом V века Проклом фраза «Дайте мне точку опоры — и я переверну землю». Согласно его сообщению, Архимед тогда в одиночку, пользуясь системой блоков, спустил на воду полностью загруженную трирему «Сиракузия», построенную под его руководством. Тем самым он опроверг утверждение Аристотеля, что сила может совершить полезную работу, только если она достигла определённого предела.
Согласно древнеримскому автору Витрувию, Архимед однажды разоблачил ювелира, продавшего царю Гиерону корону из золота, сильно разбавленного серебром. Именно обдумывая способ решения данной задачи, как рассказывает знаменитый римлянин, Архимед и открыл свой закон, выскочив из ванны с криком «Эврика». По рассказу Витрувия, для решения поставленной царём задачи Архимед опускал в заполненный до краёв таз серебряный и золотой слитки, равные по весу короне, а затем и саму корону, измеряя при этом количество выплеснувшейся воды. После этого греческий учёный показал, что корона вытеснила воды меньше, чем серебро, но больше, чем золото. Никола Витковски и Свен Ортоли в своей книге мимоходом отмечают, что такой способ измерения плотности короны (если он имел место в действительности) к закону Архимеда, говорящему о силе, выталкивающей тело из воды, отношения не имеет, однако указывают на эмоциональное воздействие данной легенды. Знаменитый крик «Эврика» стал символом интуитивного озарения в науке.
И завершают этот канонический образ описанное Плутархом, Полибием и Титом Ливием участие Архимеда в защите Сиракуз от осады с последующей изменой одного из горожан и смертью учёного. Античные авторы пишут, что его последними словами было «не трогайте мои чертежи».

### Леонардо да Винчи
Другой пример исторической личности, превращённой массовым сознанием в образ «мага от науки» — Леонардо да Винчи. Он был гениальным художником и непревзойдённым инженером-механиком, хотя и далеко не самым образованным человеком своего времени. Источником мифотворчества стали его записные книжки, где он зарисовывал и описывал как собственные технические идеи, так и то, что он обнаружил в трудах учёных-предшественников или дневниках путешественников, «подсмотрел» у других практиков (часто с собственными усовершенствованиями). Сейчас же он воспринимается многими как изобретатель «всего на свете». Рассматриваемый вне контекста других инженеров эпохи Возрождения, своих современников и предшественников, он выглядит в глазах публики как человек, в одиночку заложивший фундамент современного инженерного знания.

### Яблоко Ньютона
Яркий пример мифа о внезапном озарении учёного — история о том, как Ньютон открыл закон всемирного тяготения после того, как ему на голову упало яблоко. Сэр Исаак Ньютон начал рассказывать её в последние годы жизни, в частности так узнал о ней биограф Ньютона Уильям Стакли. Вероятно, она была сочинена для Катерины Кондуит, племянницы учёного.

### Любимая женщина Альфреда Нобеля
Миф: Нобелевская премия не присуждается математикам, потому что жена Альфреда Нобеля изменила ему с математиком.
Опровержение: Альфред Нобель никогда не был женат. И хотя у него была любовница София Гесс, математик Миттаг-Леффлер не имел к ней никаких притязаний.
Премия не выдаётся математикам, потому что, по убеждению Нобеля, отмеченные наградой открытия и изобретения должны быть непосредственно полезны для всех. То есть премия создавалась для изобретателей, и математика была исключена как слишком абстрактная наука.